# سوسة فراشية نيلية
سوسة فراشية نيلية (الاسم العلمي:Tinea caerula) هي نوع من الحشرات تتبع جنس السوسة الفراشية من فصيلة السوسيات الفراشية.